# Jan Krohn

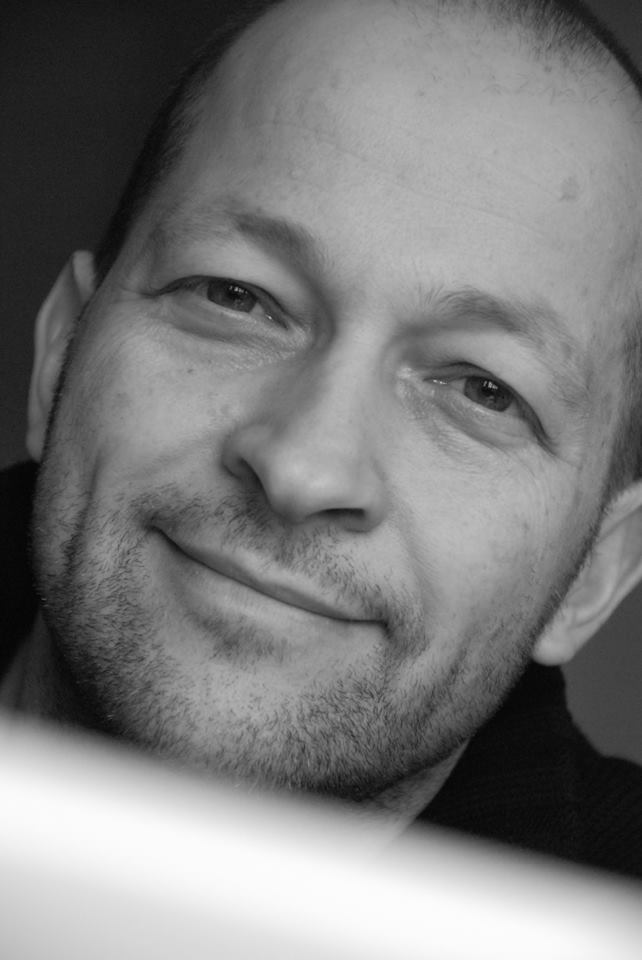
Jan Krohn (2014)

Jan Krohn (* 10. Mai 1962 in Hamburg) ist ein in der Schweiz lebender deutscher Schriftsteller und Songtexter.

## Leben
Krohn wurde in Hamburg geboren, verbrachte seine Jugend in Glarus und hielt sich länger in Lissabon und London sowie am anglistischen Seminar der Universität Zürich auf. Er war Mitglied von Pipilotti Rists Kreativküche für die Expo 2002 und lebt nun in Zürich, wo er als Songtexter und Schriftsteller arbeitet. Zu seinen Publikationen zählen der Roman „30“, der Erzählband „Scherbentanz“, die Novelle „XICA“, das Hörspiel „Modern Love“, Kurzgeschichten und Kolumnen sowie Songtexte in Englisch und Schweizer Dialekt für verschiedene Bands.
Die auf seinen Kurzgeschichtenband „Scherbentanz“ folgende Novelle „XICA“ gilt als Kultbuch, das der Generation der Spätbabyboomer in der Schweiz eine  Stimme verlieh. In den 1990er Jahren war Krohn Songtexter der Popband Starfish, die in den 1990er Jahren in der Schweiz und in Nordeuropa mit melancholischem Folk-Pop Erfolg hatte. Sein neuestes Werk sind die Lyrics für das international besetzte Jazzprojekt „Travelogue“.
Jan Krohn ist der Bruder des Erfolgsautors Tim Krohn und wie dieser Mitglied des Verbands Autorinnen und Autoren der Schweiz (AdS).

## Werke

### Erzählungen
- Scherbentanz. Edition Moderne, Zürich 1988
- XICA. Edition Herbszt, Zürich 1990
- 30. Edition Herbszt, Zürich 1996

### Kurzgeschichten
- Sicilia I - IV. In: Ciao Italien. rororo panther, Reinbek 1988
- Los Machos. In: Literarischer Taschenkalender. Nautilus, Hamburg 1988
- Edi S. und die Kälte der Pinguine. In: Sommerlesebuch. NIZZA, Zürich 1990
- Warten auf Goorin. In: Alles unter einem Hut - Glarner Hutgeschichten. Stiftung Freulerpalast (Hg.). Museum des Landes Glarus. Südostschweiz Buchverlag, Chur, Glarus u. Zürich 2008
- Xeromphalina Campanella. In: Das mykologische Alphabet. Édition sacré, Zürich 2013

### Hörspiele
- Modern Love. Radio DRS, Zürich 1989

### Songtexte
- Starfish in Love. Starfish. CD. Sacco&Vanzetti, Bern 1995
- Ohrewürm II. „Mini Fründin“. Starfish. CD. Tudor Recordings, Zürich 1996
- Slamming the Door. Starfish. CD. Soundservice, Bern 1997
- Chinese Soul. Werner Fischer’s Travelogue. CD. Altrisuoni, Manno 2011
- The Light Is On. Travelogue featuring Coco Rouzier. CD. PBR Jazz, Yvorne 2016
- Tigerbalsam. Werner Fischer. CD Elch Musical Industries, Luzern 2019
- Lift Me Up. Lil Snowflake / Werner Fischer. CD Elch Musical Industries, Luzern 2021

## Auszeichnungen
- Werkbeitrag des Kantons Glarus 1987 und 1991
- Stipendium Deutscher Literaturfonds 1994/95
- Werkbeitrag der Schindler-Stiftung Zürich 1996
- Platin für die CD „Ohrewürm II“